# Progress M-16M
Progress M-16M (ryska: Прогресс М-16M) eller som NASA kallar den, Progress 48 eller 48P, var en rysk obemannad rymdfarkost som levererade förnödenheter, syre, vatten och bränsle till rymdstationen ISS. Den sköts upp med en Sojuz-U-raket från Kosmodromen i Bajkonur den 1 augusti 2012 och dockade med ISS den 2 augusti. 
Farkosten slog rekord i kortast tid mellan uppskjutning till dockning, knappt 6 timmar. Att jämföra med de cirka 50 timmar som är brukligt för Progress.
Farkosten lämnade rymdstationen den 9 februari 2013 och brann upp i jordens atmosfär några timmar senare.

### Fotnoter
1. ↑  ”NASA Space Science Data Coordinated Archive” (på engelska). NASA. https://nssdc.gsfc.nasa.gov/nmc/spacecraft/display.action?id=2012-042A. Läst 1 mars 2020.
2. ↑  Manned Astronautics - Figures & Facts Arkiverad 5 oktober 2015 hämtat från the Wayback Machine., läst 15 juli 2016.